# Disque souple

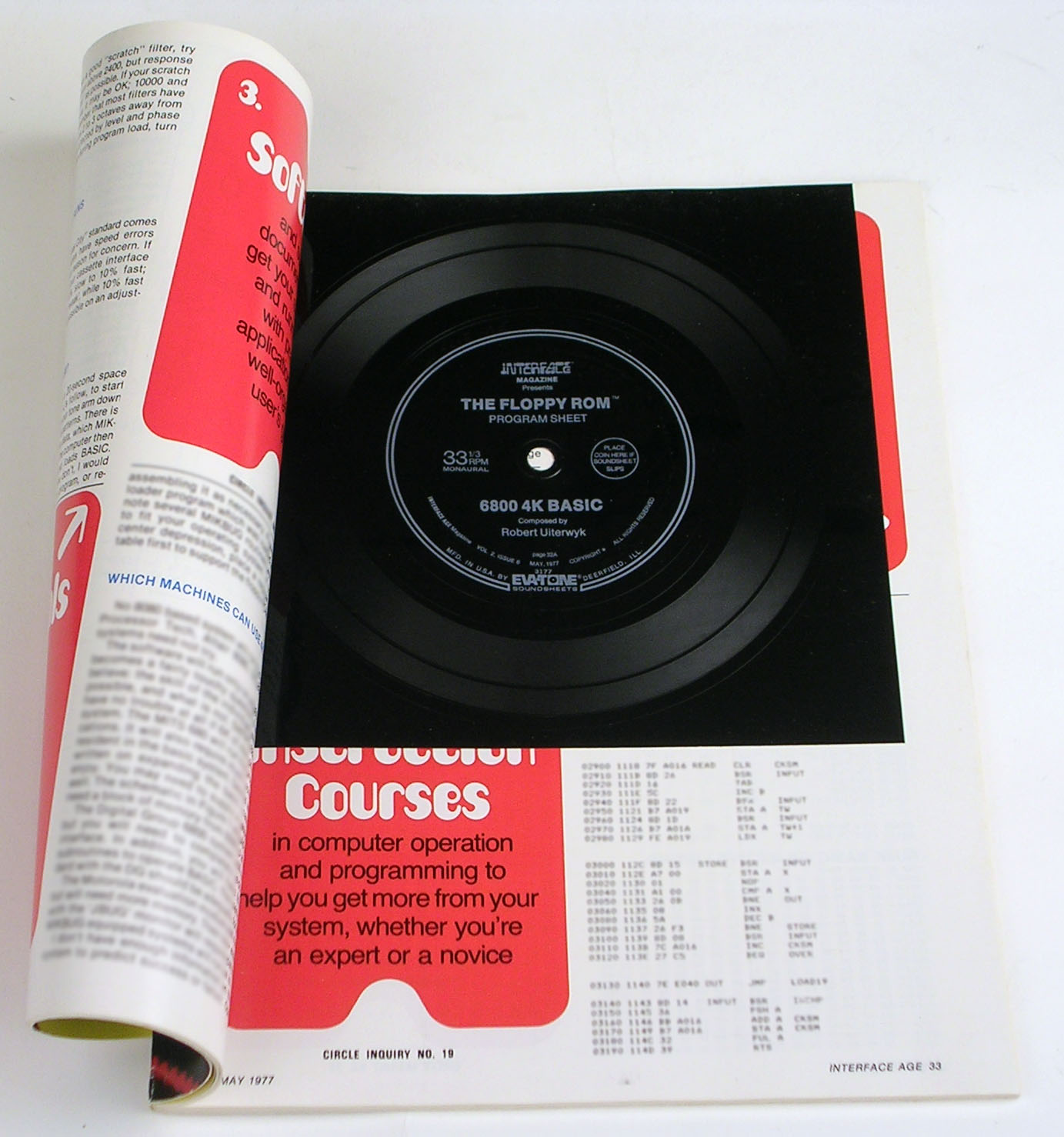
Un Flexi disc britannique dans le magazine Interface Age (mai 1977).

Un disque souple (connu en anglais sous les noms commerciaux sonosheet, flexi disc, flexidisc) est un disque microsillon fabriqué dans un matériau flexible, et gravé généralement en format sept pouces (environ 18 cm) de diamètre.

## Description
Le procédé standard a été inventé et développé par la société américaine Eva-tone Soundsheet à partir d'avril 1962, repris sous le nom Lyntone en Grande-Bretagne qui invente le nom flexi disc. Cependant, d'autres procédés existaient auparavant, tels que la carte postale musicale (dont le principe remonte à 1904, avec une gravure sur gélatine dure), très connue dans les années 1950 sous le nom de « Fonoscope The Singing Postcard », ainsi qu'un procédé britannique dans les années 1950 qui n'eut pas de succès.
Souple, fabriqué en matière plastique, d'un poids moyen de 5 grammes, il se lit sur un électrophone standard mais posé sur un support rigide conçu à cet effet. Il existe à différentes vitesses de rotation (33, 45 ou 78 tours).
Il n'a que rarement eu un usage commercial, étant avant tout destiné à recueillir du matériel promotionnel ou accompagner une campagne publicitaire. Il était fréquemment inclus en supplément avec certains magazines (Reader's Digest, Flexipop, etc.) ou produits de grande consommation (paquet de céréales ou produits laitiers).
Le disque souple est aujourd'hui plus rarement fabriqué et il est devenu d'une certaine manière un format culte, prisé de certains collectionneurs. La société américaine Erika Records a par exemple dans les années 2000 repris le procédé d'Eva-tone Soundsheet.

## Exemples de productions
Chaque année de 1963 à 1969, les Beatles publient au moment de Noël,  des disques souples destinés aux membres de leur fanclub. Ils contenaient des messages enregistrés ou des enregistrements expérimentaux. Le pressage est évalué à plusieurs centaines de milliers d'exemplaires.
En 1979, le magazine National Geographic adjoint à son numéro un extrait de chant de baleine, pour un pressage évalué à dix millions d'exemplaires. Le record appartient à la société McDonald's qui en 1989, offrait avec certains menus enfants, un disque souple proposant une comptine énumérant les produits : 80 millions d'exemplaires ont été diffusés sur le sol américain.
En Union soviétique, on trouvait au marché noir des disques souples fabriqués à partir de radiographies sur lesquels était gravée de la musique occidentale, les ryobra.
Ce support était prisé par la production musicale indépendante : The Human League joignit en 1979 à son album The Dignity of Labour (en) produit par Fast Product un disque souple comprenant une conversation du groupe sur l'utilité ou non de joindre un flexi disc à leur EP. Factory Records s'en fait une spécialité à partir de 1980 : pour Joy Division, elle distribue gratuitement dans certains magasins de disques un disque souple de trois titres, Komakino ; pour New Order, elle fait distribuer lors du concert de Noël à The Haçienda le The Hacienda Christmas Flexi – Factory FAC 51B, comprenant les titres Rocking Carol et Freude Schoener Gotterfunken. The Durutti Column joint aux deux mille premiers exemplaires de son album The Return of the Durutti Column, un disque souple comprenant deux pistes bonus produites par Martin Hannett.